# 廣瀨愛麗絲
廣瀨愛麗絲（日語：広瀬 アリス，1994年12月11日—）是日本女演員、時裝模特兒，靜岡縣靜岡市清水區出身，所屬經紀公司為FOSTER。身高165cm，血型AB型。妹妹是隸屬同一經紀公司的廣瀨鈴。

## 經歷
廣瀨愛麗絲在小學六年級時，在故鄉靜岡縣被星探發掘，藉此進入演藝界。2009年，當時中三的廣瀨參加了女性潮流雜誌《Seventeen》舉辦的「Miss Seventeen」模特兒甄選會，跟工藤惠美、高田有紗、橋本愛一起從5,267名報名者中脫穎而出，獲獎並成為該雜誌的專屬模特兒。
廣瀨在2010年於東海電視台（富士電視網）午間劇《抓住明日的光》中飾演女主角澤口遙，當時15歲的她成為富士午間劇有史以來最年輕的主演者。女主角澤口遙生於富裕家庭，過着舒適的生活，卻遇上從少年感化院離開，在更生農場工作的少男少女，生活因而慢慢起了變化。廣瀨表示「遙開朗的部份跟自己很相似。雖然飾演遇上來自更生設施的人，然後價值觀一轉的表現很難，但會跟導演商討和加油」。
2010年冬季，廣瀨擔任了全國高等學校足球選手權大會的第6代加油經理人（応援マネージャー）。由於前幾代的經理人人選曾起用堀北真希、新垣結衣、川島海荷等發展不錯的女演員，這個職位被視為年輕女演員的「鯉魚躍龍門」。2011年年初，她在電視劇《教我愛的一切》中飾演加川涼子一角，初次出演富士月九劇。自此一直有出演電視劇，包括《黑之女教師》（2012年）、《35歲的高中生》（2013年）等等。
2013年，以農業高中為主題的漫畫《銀之匙 Silver Spoon》公布真人版拍摄计划，廣瀨獲選飾演女主角御影亞季（御影アキ），而同作男主角則由中島健人飾演。電影由同年8月起在北海道帶廣市開始拍攝，於2014年春季上映。
2018年6月，廣瀨接到講談社時尚雜誌《witth》的邀約並成為旗下專屬模特兒，並在2019年1月號首次登上封面。

## 出演

### 電視劇
- 籃球之星（2008年1月5日，NHK）
- 激戀～命運的愛的故事～（2010年4月9日 － 5月28日，NHK）：飾演 久永夏帆
- 抓住明日的光（2010年7月5日 － 9月3日，東海電視台）：飾演 澤口遙〈主演〉[4]
- 教我愛的一切（2011年2月12日 － 4月16日，富士電視台）：飾演 加川涼子
- 新 你所不知道的世界（日语：あなたの知らない世界）「勿窥」（2011年8月25日，日本電視台）：飾演 藍子〈主演〉
- 放學後再推理（2012年4月23日 － 6月25日，TBS）：飾演 高林奈緒子
- Answer～警視廳檢證搜查官 第3集（2012年4月18日 － 6月13日，朝日電視台）：飾演 山根里櫻
- 黑之女教師（2012年7月20日 － 9月21日，TBS）：飾演 佐伯江衣花[7]
- 相棒 Season11 第11集（2013年1月1日，朝日電視台）：飾演 橘瑠璃子
- 真幌站前番外地 第5集（2013年2月8日，東京電視台）：飾演 劇中ドラマ家政婦
- 35歲的高中生（2013年4月13日 － 6月22日，日本電視台）：飾演 長谷川里奈[8]
- 事件屋稼業（日语：事件屋稼業 (漫画)）（2013年5月17日，富士電視台）：飾演
- 羅斯福遊戲（2014年4月27日 － 6月22日，TBS）：飾演 山崎美里
- 我們都是死人（2014年7月1日 － 9月2日，TBS）：飾演 曉凛
- 玉川區役所 Of The Dead（2014年10月3日 － 12月20日，TV TOKYO）：飾演 立花凜
- 妄想女友（2015年5月23日 － 6月20日，富士電視台）：飾演 〈主演〉[11]
- 釣魚迷日記〜新員工 濱崎傳助〜（2015年10月23日 － 12月11日、東京電視台）：飾演 小林美智子（小林みち子）→浜崎美智子（浜崎みち子）
  - 釣魚迷日記〜新員工 濱崎傳助〜釣在伊勢志摩！初次出差篇（2017年1月2日）
  - 釣魚迷日記 Season2〜新員工 濱崎傳助〜（2017年4月21日 － 6月16日）
  - 釣魚迷日記 新員工 濱崎傳助 瀨戶內海漁獵豐收！ 結婚典禮大恐慌篇（2019年1月4日）
- 謊話連篇（ダマシバナシ）（2015年12月20日、日本電視台）：飾演 吉田真昼〈主演〉
- “青之時代”名曲Drama Series 荒井由実「飛機雲」（2016年3月24日、NHK BS Premium）：飾演 山田円子〈主演〉
- 乞愛者（2016年冬、日本電視台）：飾演 深草
- NHK晨間劇 笑天家（2017年10月2日 － 2018年3月31日，NHK）：飾演 秦野莉莉子（秦野リリコ）
- 正義檢事（日语：正義のセ）（2018年4月11日 － 6月13日，日本電視台）：飾演 竹村温子
- 神速偵探（日语：探偵が早すぎる#テレビドラマ）（2018年7月19日 － 9月20日，日本電視台）：飾演 十川一華〈與 瀧藤賢一雙主演〉[12]
  - 神速偵探 特別篇（2019年12月13日・20日）[13]
  - 第二季（2022年4月14日 - 6月16日）
- 騷擾遊戲（日语：ハラスメントゲーム#テレビドラマ） （2018年10月15日－12月10日，東京電視台）：飾演 高村真琴[14]
  - 騷擾遊戲 秋津vsKATOKU之女（2020年1月10日）[15]
- 東野圭吾 信（2018年12月19日，東京電視台）：飾演 中條朝美[16]
- 家康、建設江戶（日语：家康、江戸を建てる） 後篇「金幣之城」（2019年1月3日，NHK）：飾演 早紀[17]
- X光室的奇蹟～放射科的診斷報告～（2019年4月18日－6月17日，富士電視台）：飾演 廣瀬裕乃[18]
  - X光室的奇蹟～放射科的診斷報告～『特別編』（2019年6月24日）
  - X光室的奇蹟II～放射科的診斷報告～（2021年10月4日 － 12月13日）
  - X光室的奇蹟II～放射科的診斷報告～『特別編』（2021年12月20日）
- Top Knife ～天才腦外科醫的條件～（日语：トップナイフ_(小説)）（2020年1月11日 － 3月14日，日本電視台）：飾演 小機幸子[19]
- 死纏爛打的女人5個地獄篇 第2集「真正的朋友」（まとわりつくオンナ〜五つの地獄編第2話「本当の友だち」，2020年3月5日，TBS）：飾演 自稱瑪利亞（まりや）的女性[20]
- 抓狂一族（2020年4月－，東京電視台）：飾演 長崎屋奈奈子[21]
- Living 第1話（2020年5月30日，NHK綜合）：飾演
- 世界奇妙物語 20夏之特別篇「汙漬（しみ）」（2020年7月11日，富士電視台）：飾演 〈主演〉[22]
- 七人的秘書（2020年10月22日－12月10日，朝日電視台）：飾演 照井七菜[23]
  - 七人的秘書Special（2022年10月2日）
- 認識的妻子（2021年1月7日－3月18日，富士電視台）：飾演 建石澪[24]
- 為何認真戀愛？（2022年4月18日 - 6月20日，關西電視台・富士電視台）：飾演 櫻澤純〈主演〉[25]
- 忍者結婚很難 第1話（2023年1月5日，富士電視台）：飾演 山田澪[26]
- NHK大河劇 怎麼辦家康 第23回 - 第36回（2023年6月18日 - 9月24日，NHK）：飾演 於愛之方
- 我的第二青春（2023年10月17日 - 12月19日，TBS）：飾演 白玉佐弥子〈主演〉
- 366日（2024年4月8日 - 6月17日，富士電視台）：飾演 雪平明日香〈主演〉
- 完全無罪（2024年7月7日 - 8月4日，WOWOW）：飾演 松岡千紗〈主演〉
- 全領域異常解決室（2024年10月9日 - 12月18日，富士電視台）：飾演 雨野小夢
- 為什麼是我來神說教（2025年4月12日 - ，日本電視台）：飾演 麗美静〈主演〉

### 電影
- 瀕死之綠（日语：死にぞこないの青）（2008年）
- 假面騎士×假面騎士W & Decade Movie大戰2010（2009年）：飾演 岬百合子／電波人甲蟲女
- 一切化作海（日语：すべては海になる）（2010年）
- （2010年）：飾演 武島蔦子
- Lost Harmony（2011年）：主演
- Soup～再生物語～（日语：スープ〜生まれ変わりの物語〜）（2012年）：飾演 美崎瞳
- 絕叫學級（2013年）：飾演
- 銀之匙 Silver Spoon（2014年）：飾演 御影亞紀，女主角[9]
- FLARE（2014年4月26日）
- 花牌情緣 上之句（2016年3月19日，東寶）：飾演 綾瀨千歲（客串）
- 偵探御手洗的事件簿（日语：御手洗潔シリーズ#映画） 星籠之海（2016年6月4日，東映）：飾演 小川美雪
- 全員，單戀（日语：全員、片想い）「Something Blue」（2016年7月2日，東映）：主演 希美
- L（日语：L-エル-#映画）（2016年11月25日，東宝映像事業部） : 主演 L
- 新宿天鵝2：橫濱暴走（2017年1月21日，Sony Pictures）：飾演
- 冰菓（2017年11月3日）：主演 千反田愛瑠
- 巫女暴走中（日语：巫女っちゃけん。）（2018年2月3日）：主演 師走
- 姐姐的私廚（日语：食べる女_(映画)）（2018年9月21日，東映）：飾演
- 旅貓日記（日语：旅猫リポート#映画）（2018年11月26日，松竹）：飾演 千佳子
- 銃（2018年11月11日，KATSU-do、太秦）：飾演 吉川優子[27]
- AI崩壊（日语：AI崩壊）（2020年1月31日，日本華納兄弟）：飾演 奥瀨久未[28]
- Silent Tokyo And so this is Xmas（サイレント・トーキョー And so this is Xmas）（2020年冬季公開預定，東映）：飾演[29]
- 地狱花园（2021年5月21日，日本華納兄弟）：飾演 蘭
- 劇場版 X光室的奇蹟（2022年4月29日，東寶）：飾演 広瀬裕乃
- 七人的秘書 THE MOVIE（2022年10月7日，東寶）：飾演 照井七菜

### 配音

#### 動畫電影
- 怪物彈珠劇場版 空之彼方（日语：モンスターストライク_THE_MOVIE_ソラノカナタ）（2018年10月5日，日本華納兄弟）：空[30]
- 大雄的月球探測記（2019年3月1日，東寶）： 琉奈[31]
- 泡泡（2022年5月13日，日本華納兄弟）：マコト[32]

#### 電影
- 金剛戰士（日文配音版）（2017年）： 「粉紅戰士」金柏莉·哈特（英语：Kimberly Hart）[33]
- 不可能的任務：全面瓦解（日文配音版）（2018年）： 艾蘭娜·米索波里斯／白寡婦[34]

### 舞台劇
- 愛與悲傷的夏洛克・福爾摩斯（2019年9月1日－9月29日）：飾演 [35]

## 書籍

### 雜誌
- Seventeen（2009年9月號－2015年12月號，集英社）：專屬模特兒
- Myojo（日语：Myojo）（2016年4月號－2017年9月號，集英社）
- with（日语：with_(雑誌)）（2018年6月號－）：專屬模特兒[36]

### 寫真集
- aBUTTON VOL.2_時　広瀬アリス／水沢奈子（2011年9月27日、巴而可、攝影：泊昭雄）ISBN 978-4891949136
- ALICE（2014年3月16日、角川メディアハウス、攝影：ND CHOW）ISBN 978-4048949422
- ありすずです。（2017年12月15日、玄光社） - 與廣瀨鈴的姊妹寫真。ISBN 978-4768309230
- born to be happy（2019年12月11日、Wani Books、攝影：藤代冥砂 / 佐野方美 / 竹内裕二）ISBN 978-4847082498

### 月曆
- 廣瀨愛麗絲 2012年月曆（2011年10月1日、ハゴロモ）ISBN 978-4777480951
- 廣瀨愛麗絲 2013年月曆（2012年9月22日、ハゴロモ）ISBN 978-4777491865
- 廣瀨愛麗絲 2014年月曆（2013年10月30日、ハゴロモ）ISBN 978-4801203006
- 廣瀨愛麗絲 2016年壁掛式月曆（2015年10月17日、ハゴロモ）[37]ASIN B014PB9B9A
- 廣瀨愛麗絲 2017年壁掛式月曆（2016年11月5日、TRY-X）[38]ASIN B01KSWIOBQ
- 廣瀨愛麗絲 2018年壁掛式月曆（2017年11月13日、ハゴロモ）[39]ASIN B074PSTS53
- 廣瀨愛麗絲 2019年壁掛式月曆（2018年10月27日、TRY-X）[40]ASIN B07GQYF4HV
- 廣瀨愛麗絲 2020年月曆 壁掛/桌上（2019年11月、東京新聞通信社）[41]

## 外部連結
- 經紀公司個人介紹頁 （页面存档备份，存于）（日語）
- 官方部落格 （页面存档备份，存于）（日語）
- 廣瀨愛麗絲的Instagram帳戶（日語）
- 廣瀨愛麗絲的X（前Twitter）（日語）